# Discographie de Gims
La discographie de Gims (anciennement Maître Gims) se résume à cinq albums studio, six rééditions, deux compilations et un EPs. Elle se compose également de 30 singles (dont vingt-six en tant qu'artiste principal et quatre en tant qu'artiste collaborateur), trente-deux collaborations ainsi que de quarante-six clips vidéo.
Durant sa carrière, Gims a obtenu de nombreux disques de certification.
En 2023, il a vendu plus de 3,7 millions d'albums, faisant de lui le deuxième plus gros vendeur d'albums de l'histoire du rap français.

## Albums

### Albums studio
| Titre                                                  | Détails de l'album | Meilleure position | Meilleure position | Meilleure position | Meilleure position | Meilleure position | Meilleure position | Meilleure position | Meilleure position | Meilleure position | Certifications                                                                      | Ventes                             |
| Titre                                                  | Détails de l'album | FRA                | WAL                | FL                 | SUI                | ROM                | P-B                | ITA                | DAN                | ALL                | Certifications                                                                      | Ventes                             |
| ------------------------------------------------------ | --- | ------------------ | ------------------ | ------------------ | ------------------ | ------------------ | ------------------ | ------------------ | ------------------ | ------------------ | ----------------------------------------------------------------------------------- | ---------------------------------- |
| - Subliminal - La face cachée                          | - Sortie : 20 mai 2013 2 décembre 2013 (La face cachée) - Label : Wati B, Jive Epic, Sony Music - Format : CD, vinyle, téléchargement                                                                 | 2                  | 1                  | 47                 | 11                 | 3                  | 72                 | —                  | —                  | —                  | - France : 2 × Diamant - Belgique : Or                                              | - France : 1 000 000 - : 1 100 000 |
| - Mon cœur avait raison - À contrecœur                 | - Sortie : 28 août 2015 26 août 2016 (À contrecœur) - Label : Wati B, Jive Epic, Sony Music - Format : CD, vinyle, téléchargement                                                                     | 1                  | 1                  | 24                 | 3                  | 1                  | 40                 | 20                 | 4                  | —                  | - France : 2 × Diamant - Belgique : Platine - Suisse : Platine - Danemark : Platine | - France : 1 000 000 - : 1 400 000 |
| - Ceinture noire - Transcendance - Décennie            | - Sortie : 23 mars 2018 26 avril 2019 (Transcendance) 6 décembre 2019 (Décennie réédition) - Label : TF1 Musique, Chahawat, Play Two, Indifference Prod - Format : CD, vinyle, téléchargement         | 1                  | 1                  | 28                 | 1                  | 1                  | 93                 | —                  | —                  | 48                 | - France : 2 × Diamant - Belgique : Platine - Suisse : Or                           | - France : 1 000 000 - : 1 200 000 |
| - Le Fléau - Les Vestiges du Fléau - L'empire du Meroé | - Sortie : 4 décembre 2020 28 mai 2021 (Les Vestiges du Fléau) 3 décembre 2021 (L'Empire de Méroé) - Label : TF1 Musique, Chahawat, Play Two, Indifference Prod - Format : CD, vinyle, téléchargement | 1                  | 7                  | —                  | 14                 | 43                 | —                  | —                  | —                  | —                  | - France : 2 × Platine                                                              | - France : 200 000                 |
| - Les Dernières Volontés de Mozart                     | - Sortie : 2 décembre 2022 - Label : TF1 Musique, Chahawat, Play Two, Indifference Prod - Format : CD, vinyle, téléchargement                                                                         | 4                  | 28                 | —                  | 47                 | 10                 | —                  | —                  | —                  | —                  | - France : Platine                                                                  | - France : 100 000                 |

### EP
| Titre                             | Détails                                                                   |
| --------------------------------- | ------------------------------------------------------------------------- |
| Ceux qui dorment les yeux ouverts | - Sortie : 7 décembre 2006 - Label : Wati B - Format : CD, téléchargement |
| Le Nord se souvient L'Odyssée     | - Sortie : 13 septembre 2024 13 décembre 2024 (L'Odyssée)                 |

### Compilations
- 2009 : Le Fléau (non officiel)

- 2009 : 100 % Gims (non officiel)

## Singles

### En tant qu'artiste principal
| Année                                                               | Single                                                          | Meilleure position | Meilleure position | Meilleure position | Meilleure position | Meilleure position | Meilleure position | Meilleure position | Meilleure position | Meilleure position | Meilleure position | Meilleure position | Meilleure position | Meilleure position | Certifications                                                   | Album                            |
| Année                                                               | Single                                                          | FRA ,              | WAL                | FLA                | SUI                | ROM                | P-B                | ITA                | DAN                | ALL                | CZ                 | SLO                | ESP                | POR                | Certifications                                                   | Album                            |
| ------------------------------------------------------------------- | --------------------------------------------------------------- | ------------------ | ------------------ | ------------------ | ------------------ | ------------------ | ------------------ | ------------------ | ------------------ | ------------------ | ------------------ | ------------------ | ------------------ | ------------------ | ---------------------------------------------------------------- | -------------------------------- |
| 2013                                                                | J'me tire                                                       | 1                  | 1                  | 4                  | 17                 | 5                  | 5                  | —                  | —                  | —                  | —                  | —                  | —                  | —                  | - : Diamant - : Platine - : Or                                   | Subliminal                       |
| 2013                                                                | Bella                                                           | 3                  | 3                  | —                  | 25                 | 4                  | —                  | —                  | —                  | —                  | —                  | —                  | —                  | —                  | - : Diamant - : Or                                               | Subliminal                       |
| 2013                                                                | One Shot (featuring Dry)                                        | 16                 | 25                 | —                  | —                  | —                  | —                  | —                  | —                  | —                  | —                  | —                  | —                  | —                  |                                                                  | Subliminal                       |
| 2013                                                                | Ça marche (featuring The Shin Sekaï)                            | 29                 | 28                 | —                  | —                  | —                  | —                  | —                  | —                  | —                  | —                  | —                  | —                  | —                  |                                                                  | Subliminal                       |
| 2013                                                                | Changer                                                         | 9                  | 15                 | —                  | —                  | —                  | —                  | —                  | —                  | —                  | —                  | —                  | —                  | —                  |                                                                  | Subliminal                       |
| 2013                                                                | Zombie                                                          | 3                  | 11                 | —                  | 62                 | 19                 | —                  | —                  | —                  | —                  | —                  | —                  | —                  | —                  | - : Diamant                                                      | La face cachée                   |
| 2013                                                                | Warano Style                                                    | 21                 | 49                 | —                  | —                  | —                  | —                  | —                  | —                  | —                  | —                  | —                  | —                  | —                  |                                                                  | La face cachée                   |
| 2015                                                                | Est-ce que tu m'aimes ?                                         | 3                  | 2                  | 19                 | 43                 | 9                  | —                  | 1                  | 4                  | —                  | 3                  | 33                 | —                  | —                  | - : Diamant - : Or - : Or - : 5 × Platine - : 3 × Platine - : Or | Mon cœur avait raison            |
| 2015                                                                | Laissez passer                                                  | 7                  | 7                  | —                  | —                  | —                  | —                  | —                  | —                  | —                  | —                  | —                  | —                  | —                  | - : Or                                                           | Mon cœur avait raison            |
| 2015                                                                | Brisé                                                           | 6                  | 5                  | —                  | —                  | 16                 | —                  | —                  | —                  | —                  | —                  | —                  | —                  | —                  | - : Or                                                           | Mon cœur avait raison            |
| 2015                                                                | Sapés comme jamais (featuring Niska)                            | 3                  | 2                  | —                  | —                  | 11                 | —                  | —                  | —                  | —                  | —                  | —                  | —                  | —                  | - : Diamant - : Or                                               | Mon cœur avait raison            |
| 2015                                                                | Tu vas me manquer                                               | 6                  | 28                 | —                  | —                  | 9                  | —                  | —                  | —                  | —                  | —                  | —                  | —                  | —                  | - : Platine                                                      | Mon cœur avait raison            |
| 2015                                                                | Je te pardonne (featuring Sia)                                  | 12                 | 8                  | —                  | —                  | 20                 | —                  | —                  | —                  | —                  | —                  | —                  | —                  | —                  |                                                                  | Mon cœur avait raison            |
| 2016                                                                | Zoum Zoum (featuring Djuna Family)                              | 22                 | —                  | —                  | —                  | —                  | —                  | —                  | —                  | —                  | —                  | —                  | —                  | —                  | - : Or                                                           |                                  |
| 2016                                                                | Ma beauté                                                       | 11                 | 48                 | —                  | —                  | —                  | —                  | —                  | —                  | —                  | 99                 | —                  | —                  | —                  | - : Diamant                                                      | À contrecœur                     |
| 2016                                                                | Boucan (featuring Jul & DJ Last One)                            | 21                 | 44                 | —                  | —                  | —                  | —                  | —                  | —                  | —                  | —                  | —                  | —                  | —                  | - : Platine                                                      | À contrecœur                     |
| 2016                                                                | Tout donner                                                     | 18                 | 26                 | —                  | —                  | —                  | —                  | —                  | —                  | —                  | —                  | —                  | —                  | —                  | - : Diamant                                                      | À contrecœur                     |
| 2017                                                                | Loin (featuring Dany Synthé)                                    | 42                 | —                  | —                  | 71                 | —                  | —                  | —                  | —                  | 6                  | —                  | —                  | —                  | —                  | - : Diamant - : Platine - : Platine                              | À contrecœur                     |
| 2017                                                                | Marabout                                                        | 49                 | —                  | —                  | —                  | —                  | —                  | —                  | —                  | —                  | —                  | —                  | —                  | —                  |                                                                  |                                  |
| 2017                                                                | Caméléon                                                        | 11                 | 32                 | —                  | 38                 | 10                 | —                  | —                  | —                  | —                  | —                  | —                  | —                  | —                  | - : Diamant - : Or                                               | Ceinture noire                   |
| 2018                                                                | Mi Gna (featuring Super Sako & Hayko)                           | 6                  | 21                 | —                  | 74                 | 17                 | —                  | —                  | —                  | —                  | —                  | —                  | —                  | —                  | - : Diamant - : Or                                               | Ceinture noire                   |
| 2018                                                                | La même (featuring Vianney) / Lo Mismo (featuring Álvaro Soler) | 1                  | 1                  | 21                 | 24                 | 1                  | —                  | —                  | —                  | —                  | —                  | —                  | —                  | —                  | - : Diamant - : 2 × Platine                                      | Ceinture noire                   |
| 2018                                                                | Loup-garou (featuring Sofiane)                                  | 3                  | 38                 | —                  | 86                 | —                  | —                  | —                  | —                  | —                  | —                  | —                  | —                  | —                  | - : Platine                                                      | Ceinture noire                   |
| 2018                                                                | Corazón (featuring Lil Wayne & French Montana)                  | 52                 | 50                 | —                  | —                  | —                  | —                  | —                  | —                  | —                  | —                  | —                  | —                  | —                  | - : Platine                                                      | Ceinture noire                   |
| 2018                                                                | Le Pire                                                         | 57                 | —                  | —                  | —                  | —                  | —                  | —                  | —                  | —                  | —                  | —                  | —                  | —                  | - : Platine                                                      | Ceinture noire                   |
| 2018                                                                | Anakin                                                          | 80                 | —                  | —                  | —                  | —                  | —                  | —                  | —                  | —                  | —                  | —                  | —                  | —                  |                                                                  | Ceinture noire                   |
| 2018                                                                | Oulala                                                          | 126                | —                  | —                  | —                  | —                  | —                  | —                  | —                  | —                  | —                  | —                  | —                  | —                  |                                                                  | Ceinture noire                   |
| 2019                                                                | Miami Vice                                                      | 39                 | 37                 | —                  | 83                 | 9                  | —                  | —                  | —                  | —                  | —                  | —                  | —                  | —                  | - : Platine                                                      | Transcendance                    |
| 2019                                                                | Hola Señorita (featuring Maluma)                                | 15                 | 5                  | —                  | 12                 | 10                 | —                  | —                  | —                  | —                  | —                  | —                  | 23                 | 52                 | - : Diamant - : Or - : Or - : Or - : Platine - : Platine - : Or  | Transcendance                    |
| 2019                                                                | Reste (featuring Sting)                                         | 16                 | 9                  | —                  | 91                 | 3                  | —                  | —                  | —                  | —                  | —                  | —                  | —                  | 169                | - : Diamant - : Or                                               | Transcendance                    |
| 2019                                                                | Ceci n'est pas du rap (featuring Niro)                          | 64                 | —                  | —                  | —                  | —                  | —                  | —                  | —                  | —                  | —                  | —                  | —                  | —                  |                                                                  | Décennie                         |
| 2019                                                                | Le Prix à payer                                                 | 172                | —                  | —                  | —                  | —                  | —                  | —                  | —                  | —                  | —                  | —                  | —                  | —                  | - : Or                                                           | Transcendance                    |
| 2019                                                                | Entre nous c'est mort                                           | 40                 | —                  | —                  | —                  | —                  | —                  | —                  | —                  | —                  | —                  | —                  | —                  | —                  | - : Or                                                           | Ceinture noire                   |
| 2020                                                                | 10/10 (featuring Dadju & Alonzo)                                | 94                 | —                  | —                  | —                  | —                  | —                  | —                  | —                  | —                  | —                  | —                  | —                  | —                  | - : Platine                                                      | Transcendance                    |
| 2020                                                                | Malheur, Malheur                                                | 96                 | 20                 | —                  | —                  | —                  | —                  | —                  | —                  | —                  | —                  | —                  | —                  | —                  | - : Platine                                                      | Ceinture noire                   |
| 2020                                                                | Yolo                                                            | 46                 | —                  | —                  | —                  | —                  | —                  | —                  | —                  | —                  | —                  | —                  | —                  | —                  | - : Or                                                           | Le Fléau                         |
| 2020                                                                | Immortel                                                        | 99                 | —                  | —                  | —                  | —                  | —                  | —                  | —                  | —                  | —                  | —                  | —                  | —                  |                                                                  | Le Fléau                         |
| 2020                                                                | Oro Jackson (featuring Gazo)                                    | 79                 | —                  | —                  | —                  | —                  | —                  | —                  | —                  | —                  | —                  | —                  | —                  | —                  |                                                                  | Le Fléau                         |
| 2020                                                                | Origami (featuring XNilo)                                       | 64                 | —                  | —                  | —                  | —                  | —                  | —                  | —                  | —                  | —                  | —                  | —                  | —                  |                                                                  | Le Fléau                         |
| 2020                                                                | Jusqu'ici tout va bien                                          | 9                  | 7                  | —                  | —                  | 9                  | —                  | —                  | —                  | —                  | —                  | —                  | —                  | —                  | - : Platine                                                      | Le Fléau                         |
| 2021                                                                | Belle (featuring Dadju & Slimane)                               | 36                 | —                  | —                  | —                  | —                  | —                  | —                  | —                  | —                  | —                  | —                  | —                  | —                  | - : Platine                                                      | Les Vestiges du Fléau            |
| 2021                                                                | GJS (featuring Jul & SCH)                                       | 41                 | —                  | —                  | —                  | —                  | —                  | —                  | —                  | —                  | —                  | —                  | —                  | —                  |                                                                  | Les Vestiges du Fléau            |
| 2021                                                                | Only You (featuring Dhurata Dora)                               | 84                 | —                  | —                  | 19                 | —                  | —                  | —                  | —                  | —                  | —                  | —                  | —                  | —                  | - : Or - : 2 × Platine                                           | Les Vestiges du Fléau            |
| 2021                                                                | Prends ma main (featuring Vitaa)                                | 134                | —                  | —                  | —                  | —                  | —                  | —                  | —                  | —                  | —                  | —                  | —                  | —                  | - : Platine                                                      | L'Empire de Méroé                |
| 2022                                                                | Maintenant                                                      | 135                | 20                 | —                  | —                  | —                  | —                  | —                  | —                  | —                  | —                  | —                  | —                  | —                  | - : Or                                                           | Les Dernières Volontés de Mozart |
| 2022                                                                | Thémistocle                                                     | —                  | —                  | —                  | —                  | —                  | —                  | —                  | —                  | —                  | —                  | —                  | —                  | —                  |                                                                  | Les Dernières Volontés de Mozart |
| 2022                                                                | Après-vous madame (featuring Soolking)                          | 74                 | 46                 | —                  | —                  | —                  | —                  | —                  | —                  | —                  | —                  | —                  | —                  | —                  | - : Or                                                           | Les Dernières Volontés de Mozart |
| 2022                                                                | Demain (featuring Carla Bruni)                                  | —                  | —                  | —                  | —                  | —                  | —                  | —                  | —                  | —                  | —                  | —                  | —                  | —                  |                                                                  | Les Dernières Volontés de Mozart |
| 2023                                                                | Mama                                                            | —                  | —                  | —                  | —                  | —                  | —                  | —                  | —                  | —                  | —                  | —                  | —                  | —                  |                                                                  | Les Dernières Volontés de Mozart |
| 2023                                                                | Hernán Cortés                                                   | —                  | —                  | —                  | —                  | —                  | —                  | —                  | —                  | —                  | —                  | —                  | —                  | —                  |                                                                  | Les Dernières Volontés de Mozart |
| 2023                                                                | Horizon                                                         | —                  | —                  | —                  | —                  | —                  | —                  | —                  | —                  | —                  | —                  | —                  | —                  | —                  |                                                                  | Les Dernières Volontés de Mozart |
| 2023                                                                | Si te llamo (featuring Maluma)                                  | —                  | —                  | —                  | —                  | —                  | —                  | —                  | —                  | —                  | —                  | —                  | —                  | —                  |                                                                  | Les Dernières Volontés de Mozart |
| 2023                                                                | Seya (featuring Morad)                                          | 38                 | —                  | —                  | —                  | —                  | —                  | —                  | —                  | —                  | —                  | —                  | —                  | —                  | - : Diamant - : 2 × Platine - : Or                               | Les Dernières Volontés de Mozart |
| 2024                                                                | Loco (featuring Lossa)                                          | 20                 | 39                 | —                  | —                  | —                  | —                  | —                  | —                  | —                  | —                  | —                  | —                  | —                  | - : Diamant - : Platine                                          | Les Dernières Volontés de Mozart |
| 2024                                                                | Ma douce (featuring Baby Gang)                                  | —                  | —                  | —                  | —                  | —                  | —                  | —                  | —                  | —                  | —                  | —                  | —                  | —                  |                                                                  | Les Dernières Volontés de Mozart |
| 2024                                                                | Joe Pesci (featuring Inso le Véritable)                         | —                  | —                  | —                  | —                  | —                  | —                  | —                  | —                  | —                  | —                  | —                  | —                  | —                  |                                                                  | Les Dernières Volontés de Mozart |
| 2024                                                                | Sin Ti (featuring María Becerra)                                | —                  | —                  | —                  | —                  | —                  | —                  | —                  | —                  | —                  | —                  | —                  | —                  | —                  |                                                                  | Le Nord se souvient : L'odyssée  |
| 2024                                                                | Spider (featuring Dystinct)                                     | 1                  | 5                  | —                  | 24                 | —                  | 57                 | —                  | —                  | —                  | —                  | —                  | —                  | —                  | - : Diamant - : 3 × Platine                                      | Le Nord se souvient : L'odyssée  |
| 2024                                                                | Mamacita (featuring Sfera Ebbasta)                              | 192                | —                  | —                  | —                  | —                  | —                  | —                  | —                  | —                  | —                  | —                  | —                  | —                  |                                                                  | Le Nord se souvient : L'odyssée  |
| 2024                                                                | Sois pas timide                                                 | 1                  | 18                 | —                  | 21                 | —                  | —                  | —                  | —                  | —                  | —                  | —                  | —                  | —                  | - : Diamant - : Platine                                          | Le Nord se souvient : L'odyssée  |
| 2024                                                                | Terminal 2F (featuring Dadju)                                   | 26                 | —                  | —                  | 80                 | —                  | —                  | —                  | —                  | —                  | —                  | —                  | —                  | —                  | - : Platine                                                      | Le Nord se souvient : L'odyssée  |
| 2024                                                                | Vent du Nord                                                    | 38                 | —                  | —                  | —                  | —                  | —                  | —                  | —                  | —                  | —                  | —                  | —                  | —                  |                                                                  | Le Nord se souvient : L'odyssée  |
| 2024                                                                | Ma Bella (featuring Dafina Zeqiri & Accaoui)                    | —                  | —                  | —                  | —                  | —                  | —                  | —                  | —                  | —                  | —                  | —                  | —                  | —                  |                                                                  | Le Nord se souvient : L'odyssée  |
| 2024                                                                | Elisa (featuring Rvfv)                                          | —                  | —                  | —                  | —                  | —                  | —                  | —                  | —                  | —                  | —                  | —                  | —                  | —                  |                                                                  | Le Nord se souvient : L'odyssée  |
| 2024                                                                | Ohma Tokita                                                     | 65                 | —                  | —                  | —                  | —                  | —                  | —                  | —                  | —                  | —                  | —                  | —                  | —                  | - : Platine                                                      | Le Nord se souvient : L'odyssée  |
| 2024                                                                | Ciel                                                            | 1                  | —                  | —                  | —                  | —                  | —                  | —                  | —                  | —                  | —                  | —                  | —                  | —                  | - : Diamant                                                      | Le Nord se souvient : L'odyssée  |
| 2024                                                                | Diana                                                           | 5                  | —                  | —                  | —                  | —                  | —                  | —                  | —                  | —                  | —                  | —                  | —                  | —                  | - : Or                                                           | Le Nord se souvient : L'odyssée  |
| 2025                                                                | Shaolin                                                         | 110                |                    |                    |                    |                    |                    |                    |                    |                    |                    |                    |                    |                    |                                                                  | Le Nord se souvient : L'odyssée  |
| 2025                                                                | Ninao                                                           | 1                  | —                  | —                  | —                  | —                  | —                  | —                  | —                  | —                  | —                  | —                  | —                  | —                  | - : Diamant                                                      | Le Nord se souvient : L'odyssée  |
| 2025                                                                | Baby                                                            | 15                 | —                  | —                  | —                  | —                  | —                  | —                  | —                  | —                  | —                  | —                  | —                  | —                  | - : Or                                                           | Le Nord se souvient : L'odyssée  |
| 2025                                                                | Touché (featuring KeBlack)                                      | 2                  | —                  | —                  | —                  | —                  | —                  | —                  | —                  | —                  | —                  | —                  | —                  | —                  | - : Or                                                           | Le Nord se souvient : L'odyssée  |
| 2025                                                                | Contact                                                         | 71                 | —                  | —                  | —                  | —                  | —                  | —                  | —                  | —                  | —                  | —                  | —                  | —                  |                                                                  | Le Nord se souvient : L'odyssée  |
| 2025                                                                | Appelle ta copine                                               | 9                  | —                  | —                  | —                  | —                  | —                  | —                  | —                  | —                  | —                  | —                  | —                  | —                  | - : Or                                                           | Le Nord se souvient : L'odyssée  |
| 2025                                                                | Comète                                                          | —                  | —                  | —                  | —                  | —                  | —                  | —                  | —                  | —                  | —                  | —                  | —                  | —                  |                                                                  | Le Nord se souvient : L'odyssée  |
| 2025                                                                | Air Force blanche (featuring Jul)                               | 1                  | —                  | —                  | —                  | —                  | —                  | —                  | —                  | —                  | —                  | —                  | —                  | —                  | - : Or                                                           | Le Nord se souvient : L'odyssée  |
| 2025                                                                | Do You Love Me ?                                                | —                  | —                  | —                  | —                  | —                  | —                  | —                  | —                  | —                  | —                  | —                  | —                  | —                  |                                                                  | Le Nord se souvient : L'odyssée  |
| 2025                                                                | Parisienne (featuring La Mano 1.9)                              | —                  | —                  | —                  | —                  | —                  | —                  | —                  | —                  | —                  | —                  | —                  | —                  | —                  |                                                                  | Le Nord se souvient : L'odyssée  |
| 2025                                                                | Tu me rends bête (featuring Damso)                              | —                  | —                  | —                  | —                  | —                  | —                  | —                  | —                  | —                  | —                  | —                  | —                  | —                  |                                                                  | Le Nord se souvient : L'odyssée  |
| « — » indique que le single n'est pas sorti ou classé dans le pays. |                                                                 |                    |                    |                    |                    |                    |                    |                    |                    |                    |                    |                    |                    |                    |                                                                  |                                  |

### Singles en collaboration
| Année                                                               | Single                                                       | Meilleure position | Meilleure position | Meilleure position | Meilleure position | Meilleure position | Meilleure position | Certifications     | Album                               |
| Année                                                               | Single                                                       | FRA ,              | WAL                | SUI                | ROM                | ALL                | AUT                | Certifications     | Album                               |
| ------------------------------------------------------------------- | ------------------------------------------------------------ | ------------------ | ------------------ | ------------------ | ------------------ | ------------------ | ------------------ | ------------------ | ----------------------------------- |
| 2013                                                                | Game Over (Vitaa featuring Gims)                             | 1                  | 7                  | —                  | —                  | —                  | —                  | - : Or             | Ici et maintenant                   |
| 2016                                                                | Elle avait son djo (Niska featuring Gims)                    | 9                  | —                  | —                  | —                  | —                  | —                  | - France : Platine | Zifukoro                            |
| 2017                                                                | Ce soir ne sors pas (Lacrim featuring Gims)                  | 20                 | 46                 | —                  | —                  | —                  | —                  | - France : Diamant | R.I.P.R.O. Volume III               |
| 2017                                                                | Par amour (Dadju featuring Gims)                             | 10                 | —                  | —                  | —                  | —                  | —                  | - France : Diamant | Gentleman 2.0                       |
| 2017                                                                | Ma fierté (Dadju featuring Alonzo et Gims)                   | 28                 | —                  | —                  | —                  | —                  | —                  | - France : Platine | Gentleman 2.0                       |
| 2018                                                                | Christophe (Orelsan featuring Gims)                          | 8                  | —                  | —                  | —                  | —                  | —                  | - France : Platine | La fête est finie et Ceinture noire |
| 2018                                                                | Bella Ciao (Naestro featuring Gims, Vitaa, Dadju et Slimane) | 2                  | 13                 | 41                 | 2                  | —                  | —                  | - : Diamant        | Ceinture noire                      |
| 2019                                                                | On Off (Shirin David featuring Gims)                         | —                  | —                  | 6                  | —                  | 3                  | 5                  | - : Or - : Or      | Supersize                           |
| 2020                                                                | Dernier Métro (Kendji Girac featuring Gims)                  | 79                 | 11                 | —                  | 6                  | —                  | —                  | - France : Platine | Mi vida                             |
| 2021                                                                | Best Life (Naps featuring Gims)                              | 1                  | 48                 | —                  | —                  | —                  | —                  | - France : Diamant | Best Life                           |
| 2024                                                                | Carré OK (Soolking featuring Gims)                           | —                  | —                  | —                  | —                  | —                  | —                  | - France : Platine | Africa Jungle                       |
| 2025                                                                | Piano (Werenoi featuring Gims)                               | —                  | —                  | —                  | —                  | —                  | —                  | - France : Platine | Diamant noir                        |
| « — » indique que le single n'est pas sorti ou classé dans le pays. |                                                              |                    |                    |                    |                    |                    |                    |                    |                                     |

### Ventes
| J'me tire | 161 000     | 30 000    | —         | —         | 200 000     |
| Bella | 159 000     | 15 000    | —         | —         | 180 000     |
| Zombie | 108 200     | —         | —         | —         | 108 200     |
| Est-ce que tu m'aimes ? | 295 000     | 15 000    | 250 000   | —         | 560 000     |
| Laissez passer | 75 000      | —         | —         | —         | 75 000      |
| Brisé | 66 667      | —         | —         | —         | 66 667      |
| Sapés comme jamais | 333 333     | 15 000    | —         | —         | 348 333     |
| Tu vas me manquer | 133 333     | —         | —         | —         | 133 333     |
| Zoum Zoum | 66 667      | —         | —         | —         | 66 667      |
| Ma beauté | 133 333     | —         | —         | —         | 133 333     |
| Boucan | 133 333     | —         | —         | —         | 133 333     |
| Tout donner | 233 333     | —         | —         | —         | 233 333     |
| Loin | 133 333     | —         | —         | 400 000   | 533 000     |
| Caméléon | 133 333     | —         | —         | —         | 133 333     |
| Mi Gna | 133 333     | —         | —         | —         | 133 333     |
| La Même | 333 333     | 20 000    | —         | —         | 360 000     |
| Loup garou | 66 667      | —         | —         | —         | 66 667      |
| Corazón (remix) | 100 000     | —         | —         | —         | 100 000     |
| Bella Ciao | 200 000     | —         | —         | —         | 200 000     |
| Total | + 2 900 000 | + 100 000 | + 250 000 | + 400 000 | + 3 700 000 |
| « — » indique que les ventes n'ont pas été communiquées dans de ce pays. Attention : Ces singles ont été publiés dans bien d'autres pays que ceux cités ici, ce qui explique le léger différentiel de totaux. |             |           |           |           |             |

### Autres chansons classées
| Année | Chanson                                                                | Meilleure position | Certification      | Album                 |
| Année | Chanson                                                                | FR                 | Certification      | Album                 |
| ----- | ---------------------------------------------------------------------- | ------------------ | ------------------ | --------------------- |
| 2013  | Meurtre par strangulation                                              | 59                 |                    | Subliminal            |
| 2013  | VQ2PQ                                                                  | 66                 |                    | Subliminal            |
| 2013  | La chute                                                               | 137                |                    | Subliminal            |
| 2013  | Épuisé                                                                 | 79                 |                    | Subliminal            |
| 2013  | À la base                                                              | 134                |                    | Subliminal            |
| 2013  | Ça décoiffe (featuring Black M et JR O Crom)                           | 104                |                    | Subliminal            |
| 2013  | Où est ton arme (featuring Maska)                                      | 163                |                    | Subliminal            |
| 2013  | Laisse tomber (featuring Dr Beriz et Insolent)                         | 200                |                    | Subliminal            |
| 2013  | Pas touché (featuring Pitbull)                                         | 90                 |                    | Subliminal            |
| 2013  | Outsider (featuring Bedjik, Dadju et Xgangs)                           | 147                |                    | Subliminal            |
| 2013  | Freedom (featuring H Magnum)                                           | 146                |                    | Subliminal            |
| 2013  | De Marseille à Paris (featuring Bedjik, Dr Beriz, H Magnum et Soprano) | 58                 |                    | La face cachée        |
| 2013  | Close Your Eyes (featuring JR O Crom)                                  | 54                 |                    | La face cachée        |
| 2013  | You Lose                                                               | 65                 |                    | La face cachée        |
| 2013  | Monstre marin                                                          | 50                 |                    | La face cachée        |
| 2015  | Melynda Gates                                                          | 112                |                    | Mon cœur avait raison |
| 2015  | Longue vie (featuring Lefa)                                            | 52                 |                    | Mon cœur avait raison |
| 2015  | Hasta Luego                                                            | 75                 |                    | Mon cœur avait raison |
| 2015  | Habibi                                                                 | 86                 |                    | Mon cœur avait raison |
| 2015  | Mon cœur avait raison                                                  | 54                 |                    | Mon cœur avait raison |
| 2015  | Cadeaux                                                                | 183                |                    | Mon cœur avait raison |
| 2015  | ABCD                                                                   | 165                |                    | Mon cœur avait raison |
| 2015  | La main du roi                                                         | 171                |                    | Mon cœur avait raison |
| 2015  | Contradiction (featuring Barack Adama)                                 | 98                 |                    | Mon cœur avait raison |
| 2015  | Sans rétro (featuring Dadju)                                           | 184                |                    | Mon cœur avait raison |
| 2015  | Number One (featuring H Magnum)                                        | 143                |                    | Mon cœur avait raison |
| 2016  | 150                                                                    | 61                 |                    | À contrecœur          |
| 2016  | Paname                                                                 | 95                 |                    | À contrecœur          |
| 2016  | Pense à moi                                                            | 55                 |                    | À contrecœur          |
| 2018  | Tu ne le vois pas (featuring Dadju)                                    | 14                 | - France : Platine | Ceinture noire        |
| 2018  | Tu m'as dit (featuring Bedjik)                                         | 192                |                    | Ceinture noire        |
| 2018  | La nuit c'est fait pour dormir (featuring Orelsan et H Magnum)         | 148                |                    | Ceinture noire        |
| 2018  | Appelez la police (featuring MHD)                                      | 138                |                    | Ceinture noire        |
| 2018  | Tant pis                                                               | 64                 |                    | Ceinture noire        |
| 2018  | Fuegolando                                                             | 175                |                    | Ceinture noire        |
| 2018  | Laissez-moi tranquille                                                 | 141                |                    | Ceinture noire        |
| 2018  | Tu reviendras                                                          | 31                 | - France : Or      | Ceinture noire        |
| 2018  | Merci maman                                                            | 104                |                    | Ceinture noire        |
| 2018  | T'es partie                                                            | 69                 |                    | Ceinture noire        |
| 2018  | Bonita                                                                 | 133                |                    | Ceinture noire        |
| 2018  | Où aller                                                               | 145                | - France : Diamant | Ceinture noire        |
| 2018  | Gunshot                                                                | 150                | - France : Or      | Ceinture noire        |
| 2018  | Tu me l'avais promis                                                   | 100                |                    | Ceinture noire        |
| 2018  | 60%                                                                    | 166                |                    | Ceinture noire        |
| 2018  | Je t'en veux                                                           | 153                |                    | Ceinture noire        |
| 2018  | Les roses ont des épines                                               | 89                 |                    | Ceinture noire        |
| 2019  | Pirate (featuring J Balvin)                                            | 168                |                    | Transcendance         |
| 2019  | En secret (featuring Vitaa)                                            | 74                 |                    | Transcendance         |
| 2019  | Jasmine                                                                | 97                 |                    | Transcendance         |
| 2019  | Naïf                                                                   | 109                |                    | Transcendance         |
| 2019  | Comme une ombre                                                        | 94                 |                    | Décennie              |
| 2019  | Mets-moi bien                                                          | 81                 |                    | Décennie              |
| 2019  | Te quiero (featuring Dhurata Dora et DJ Assad)                         | 100                |                    | Décennie              |
| 2020  | Côté Noir (featuring Leto)                                             | 38                 |                    | Le Fléau              |
| 2020  | Oats (featuring Boumidjal X)                                           | 86                 |                    | Le Fléau              |
| 2020  | Pendejo (featuring Bosh)                                               | 58                 |                    | Le Fléau              |
| 2020  | Twenny Twenny (featuring Tifyala)                                      | 171                |                    | Le Fléau              |
| 2020  | Og na og                                                               | 193                |                    | Le Fléau              |
| 2020  | Sicario (featuring Heuss l'Enfoiré)                                    | 32                 |                    | Le Fléau              |
| 2020  | Jetez pas l'œil (featuring Vald)                                       | 52                 |                    | Le Fléau              |
| 2020  | Grosse bleta (featuring Kaaris)                                        | 70                 |                    | Le Fléau              |
| 2020  | Dans ma tête (featuring Jaekers)                                       | 170                |                    | Le Fléau              |
| 2020  | C'est comme ça                                                         | 191                |                    | Le Fléau              |
| 2020  | Thomas Shelby                                                          | 150                |                    | Le Fléau              |
| 2021  | C'est quoi l'del (featuring Nekfeu)                                    | 51                 |                    | Les Vestiges du Fléau |
| 2021  | Ça fait mal (featuring Naza)                                           | 173                |                    | Les Vestiges du Fléau |
| 2021  | C'est fini (featuring Mohamed Ramadan)                                 | 117                |                    | Les Vestiges du Fléau |

### Autres apparitions
2006
- Le coup final - Bakry et Black M feat. AD, Gims, Anraye
- 9e zone - Sexion d'Assaut
- Ghetto Girls - Kizito feat. Gims

2007
- Faim de rap - Sexion d'Assaut feat. Tonton Skol

2008
- Normal - Dry feat. Sexion d'assaut
- Yougatavibe - Mister You feat. Gims
- Ptit son d'été - Sexion d'Assaut
- 9.1/7.5 reste doux - Grödash feat. Smoker, Test et Gims

2009
- Tout et rien - Gims
- D'après vous - Mister You feat. JR O Chrom et Gims
- L'effet papillon - Youssoupha
- Wati bonhomme - Dry feat. Sexion d'Assaut
- Fidèle au poste - Dry
- Criminel - Dry
- Paris de loin - H Magnum feat. Sexion d'Assaut

2010
- Hello Good Morning (Remix) - Diddy et Dirty Money feat. Sexion d'Assaut

2011
- Ça marche en équipe - H Magnum feat. Sexion d'Assaut
- Raggamuffin - Selah Sue feat. Sexion d'assaut
- Blood Diamondz - Sniper feat. Sexion d'Assaut
- Donnez-nous de la funk - DJ Abdel feat. Wati Funk (Gims, Dry & Jr O Crom)
- Pas de nouvelle, bonne nouvelle - DJ Abdel feat. Gims et Black M
- Sahbi - DJ Kore feat. Sexion d'Assaut, Raï'n'B Fever 4

2012
- Excellent - H Magnum feat. Sexion d'Assaut
- Mon défaut - Dry feat. Sexion d'Assaut
- Cagoulé - Dry
- Ma mélodie - Dry feat. Gims
- Coucou - Colonel Reyel (co-écrit par Gims)
- On maîtrise - Xgangs feat. Gims

2013
- Fin de Dream - H Magnum feat. Gims
- J'ai les crocs - H Magnum feat. Gims
- Kim Jong Il - H Magnum feat. Gims
- Bavon - Gims feat. Charly Bell
- Le retour de E.T. - Gims
- J'ai tout donné - Dry feat. Ferre, (produit par Gims et Renaud Rebillaud)
- Hasta La Vista - L'Institut feat. Gims
- Ville fantôme  - L'Institut feat. Sexion d'assaut
- Sortez vos bloc-notes - Lefa feat. Gims
- Au top - The Mess (écrit par Gims)
- Allez Vous Faire - Stromae feat. Orelsan et Gims
- Afrikan Money Remix - Psy 4 de la rime feat. Sexion d'Assaut
- Game Over - Vitaa feat. Gims
- Le choix - Dry feat. Gims
- Nouvelle ère - Dry (Produit par Gims et Stan E)
- Longueur d'avance - Booba feat. Gims
- J'aimerais te dire - Vitaa (Produit par Gims et Renaud Rebillaud)
- J'veux vivre (Produit par Gims et Renaud Rebillaud)

2014
- Pour commencer - Marin Monster feat. Gims
- Prie pour moi - Maska feat. Gims
- Du swagg - DJ Kayz feat. H Magnum et Gims
- Sommaire - Maska (Produit par Gims et Stan E)
- J'Implose - Maska (Produit par Gims et Stan E)
- Kiss and Love - Sidaction
- J'aimerais te dire (Remix) - Vitaa feat. Gims
- À contre sens - Shaniz feat. Gims
- Laisse-moi te dire - Mac Tyer feat. Gims
- Dans son sac - Alonzo feat. Gims

2015
- Vivre - Vitaa (Produit par Gims et Renaud Rebillaud)
- Ma jolie - The Shin Sekaï (Produit par Renaud Rebillaud et Gims)
- Au cœur de Lutèce - Hayce Lemsi feat. Gims
- Ça va aller - DJ Arafat feat. Gims
- Megalo - Vitaa feat. Lartiste (Produit par Gims et Renaud Rebillaud)
- Petit jaloux - Lacrim feat. Gims

2016
- Pourquoi tu m'en veux ? - H Magnum feat. Gims
- Reste branché - Lefa feat. Sexion d'assaut
- Un sourire - The Shin Sekaï feat. Gims
- Kill Bill (sur l'EP Vendetta) - JR O Crom et Doomams feat. Gims
- Elle avait son djo - Niska feat. Gims
- On s'y fait (sur la BO de La Pièce)  - Lynda feat. Gims
- Sapés comme jamais Remix - Gims feat. Alonzo, Gradur, KeBlack et Awa Imani
- Fighting For 2 - Roya feat. Gims

2017
- Tu la regardes - John Mamann feat. Gims
- Le Présent d'abord - Florent Pagny (Produit par Gims et Dany Synthé)
- Jolie Garçon - Awa Imani (Produit par Gims et Dany Synthé)
- Ce soir ne sors pas - Lacrim feat. Gims
- L'Âge de raison - Florent Pagny (Écrit par Gims et Lionel Florence) et (Produit par Gims et Dany Synthé)
- Par amour - Dadju feat. Gims
- Ma fierté - Dadju feat. Alonzo et Gims

2018
- Arafricain - Sofiane feat. Gims
- Guérilla (Remix) - Soolking feat. Sofiane et Gims
- Ma chérie - Jul feat. Gims
- Gotta Get Back My Baby - Sting et Shaggy feat. Gims
- Hommage à Jonathan - DJ Arafat feat. Gims

2019
- Rolling Stones - Gradur feat. Alonzo et Gims
- Baden Baden - SCH feat. Gims
- ON OFF - Shirin David feat. Gims
- Hasta la vista - Vitaa & Slimane feat. Gims

2020
- Légendaire - Gims et Chaka 47 (BO de la série Validé)
- T'épauler - Barack Adama feat. Gims
- Paye - Niro feat. Gims
- J'ai fait semblant - Imen Es feat. Gims
- Ya Habibi - Mohamed Ramadan feat. Gims
- 1er cœur - Kaaris feat. Gims
- Dernier Métro - Kendji Girac feat. Gims
- Yelele - Kendji Girac (Co-écrit et composé par Renaud Rebillaud, Vitaa et Gims)
- Andale - Kendji Girac (Co-écrit et composé par Renaud Rebillaud, Vitaa et Gims)
- Reggaeton - Kendji Girac (Co-écrit et composé par Renaud Rebillaud, Vitaa et Gims)

2021
- Cesar - Black M feat. Gims
- Le cœur n’y est plus - Tessae feat. Gims
- Señorita - Rayvanny feat. Gims
- Toute la noche - Soso Maness feat. Gims
- Sorry - Dry feat. Gims
- Medusa - H Magnum feat. Gims
- Medusa (West Indies Remix) - H Magnum ft. GIMS, Jahyanai & Bamby
- Best Life - Naps feat. Gims
- POZ - Navid Zardi & Gims
- Say Oui - Ricky Rich feat. Gims
- Les galactiques - Jul, Gims, Naps, Alonzo, Rohff, Kaaris, Soso Maness
- Blindé comme un tank - Gims, Jul, Néné, Houari, Bedjik, Saf, Ice, Moubarak
- L'expérience - Rohff feat. Gims

2023
- Malembé - Maes feat. Gims
- Mirage - AriBeatz feat. Ozuna, Sfera Ebbasta & Gims
- Localisé - Heuss l'Enfoiré feat. Gims
- TMO (Turn Me On) - Issam Alnajjar, Mohamed Ramadan & Gims
- Le firmament - Vianney & Gims

2024
- I Love You - Dadju & Tayc (sur l'album Héritage)
- Ma Bella - Accaoui feat. Dafina Zeqiri & Gims

2025
- Ego - Emkal feat. Gims & Lola Indigo
- Couteau dans le dos - Alonzo feat. Gims
- Carré Ok - Soolking feat. Gims
- Piano - Werenoi feat. Gims
- Genkidama - Lossa feat. Gims
- Corazon - Jul feat. Gims

## Vidéos

### Clips vidéo
| Année | Titre                                                   | Nombre de vues à la date du 20/04/2023 | Album                            |
| ----- | ------------------------------------------------------- | -------------------------------------- | -------------------------------- |
| 2013  | Meurtre par strangulation                               | 36 020 995                             | Subliminal                       |
| 2013  | J'me tire                                               | 293 029 251                            | Subliminal                       |
| 2013  | VQ2PQ                                                   | 8 836 996                              | Subliminal                       |
| 2013  | Bella                                                   | 566 289 752                            | Subliminal                       |
| 2013  | One Shot (featuring Dry)                                | 49 132 297                             | Subliminal                       |
| 2013  | Ça marche (featuring The Shin Sekaï)                    | 45 133 898                             | Subliminal                       |
| 2013  | Changer                                                 | 83 049 329                             | Subliminal                       |
| 2014  | Zombie                                                  | 160 873 136                            | Subliminal                       |
| 2015  | Est-ce que tu m'aimes ?                                 | 434 577 839                            | Mon cœur avait raison            |
| 2015  | Melynda Gates                                           | 5 219 352                              | Mon cœur avait raison            |
| 2015  | Laissez passer                                          | 206 028 690                            | Mon cœur avait raison            |
| 2015  | Longue vie (featuring Lefa)                             | 35 227 421                             | Mon cœur avait raison            |
| 2015  | Brisé                                                   | 198 877 929                            | Mon cœur avait raison            |
| 2015  | Sapés comme jamais (featuring Niska)                    | 565 562 757                            | Mon cœur avait raison            |
| 2015  | ABCD                                                    | 11 670 314                             | Mon cœur avait raison            |
| 2015  | Tu vas me manquer                                       | 163 582 162                            | Mon cœur avait raison            |
| 2016  | Je te pardonne (featuring Sia)                          | 65 654 451                             | Mon cœur avait raison            |
| 2016  | Ma beauté                                               | 78 157 982                             | Mon cœur avait raison            |
| 2016  | 150                                                     | 18 146 682                             | Mon cœur avait raison            |
| 2016  | Tout donner                                             | 150 993 012                            | Mon cœur avait raison            |
| 2017  | Marabout                                                | 18 803 090                             |                                  |
| 2017  | Ana Fi Dar                                              | 11 614 949                             | Ceinture noire                   |
| 2017  | Caméléon                                                | 173 525 347                            | Ceinture noire                   |
| 2018  | Mi Gna (featuring Super Sako et Hayko)                  | 262 444 224                            | Ceinture noire                   |
| 2018  | Loup garou (featuring Sofiane)                          | 53 022 739                             | Ceinture noire                   |
| 2018  | Anakin                                                  | 10 242 165                             | Ceinture noire                   |
| 2018  | La même (avec Vianney)                                  | 199 475 769                            | Ceinture noire                   |
| 2018  | Corazón (Remix) (featuring Lil Wayne et French Montana) | 152 544 217                            | Ceinture noire                   |
| 2018  | Oulala                                                  | 16 110 576                             | Ceinture noire                   |
| 2018  | Lo Mismo (avec Álvaro Soler)                            | 77 039 623                             | Ceinture noire                   |
| 2018  | Le pire                                                 | 69 867 244                             | Ceinture noire                   |
| 2019  | Miami Vice                                              | 50 343 753                             | Ceinture noire                   |
| 2019  | Hola Señorita (avec Maluma)                             | 555 855 917                            | Ceinture noire                   |
| 2019  | Reste (avec Sting)                                      | 94 188 301                             | Ceinture noire                   |
| 2019  | Le prix a payer                                         | 79 411 298                             | Ceinture noire                   |
| 2019  | Ceci n'est pas du rap (featuring Niro)                  | 14 723 571                             | Ceinture noire                   |
| 2020  | Yolo                                                    | 26 037 012                             | Le Fléau                         |
| 2020  | Immortel                                                | 6 868 174                              | Le Fléau                         |
| 2020  | Oro Jackson (featuring Gazo)                            | 3 054 747                              | Le Fléau                         |
| 2020  | Origami                                                 | 14 570 628                             | Le Fléau                         |
| 2020  | Jusqu'ici tout va bien                                  | 41 400 275                             | Le Fléau                         |
| 2020  | Sicario (featuring Heuss l'Enfoiré)                     | 5 318 630                              | Le Fléau                         |
| 2021  | Belle (avec Dadju et Slimane)                           | 28 960 429                             | Le Fléau                         |
| 2021  | Only You (featuring Dhurata Dora)                       | 117 165 324                            | Le Fléau                         |
| 2021  | Prends ma main (featuring Vitaa)                        | 23 372 834                             | Le Fléau                         |
| 2022  | Maintenant                                              | 4 208 361                              | Les Dernières Volontés de Mozart |
| 2022  | Thémistocle                                             | 3 492 618                              | Les Dernières Volontés de Mozart |
| 2022  | Après vous madame (featuring Soolking)                  | 9 453 322                              | Les Dernières Volontés de Mozart |
| 2023  | Horizon                                                 | 2 876 481                              | Les Dernières Volontés de Mozart |

### Apparitions vidéo
| Année | Titre                                                        | Nombre de vues | Album                            |
| ----- | ------------------------------------------------------------ | -------------- | -------------------------------- |
| 2012  | Ma mélodie (Dry featuring Gims)                              | 21 000 000     | Tôt ou tard                      |
| 2013  | Fin de Dream (H Magnum featuring Gims)                       | 2 000 000      | Fin de Dream (Avant Gotham City) |
| 2013  | Game Over (Vitaa featuring Gims)                             | 132 000 000    | Ici et maintenant                |
| 2014  | Le choix (Dry featuring Gims)                                | 17 000 000     | Maintenant ou jamais             |
| 2014  | Pour commencer (Marin Monster featuring Gims)                | 11 000 000     | La Monster Party                 |
| 2015  | Laisse-moi te dire (Mac Tyer featuring Gims)                 | 22 000 000     | Je suis une légende              |
| 2016  | Elle avait son djo (Niska featuring Gims)                    | 25 000 000     | Zifukoro                         |
| 2016  | Fighting For 2 (Roya featuring Gims)                         | 2 000 000      | —                                |
| 2017  | Tu la regardes (John Mamann featuring Gims)                  | 9 000 000      | —                                |
| 2017  | Ce soir ne sors pas (Lacrim featuring Gims)                  | 69 000 000     | R.I.P.R.O. Volume III            |
| 2017  | Ma fierté (Dadju featuring Alonzo et Gims)                   | 40 000 000     | Gentleman 2.0                    |
| 2018  | Arafricain (Sofiane featuring Gims)                          | 15 000 000     | Affranchis                       |
| 2018  | Bella Ciao (Naestro featuring Gims, Vitaa, Dadju et Slimane) | 126 000 000    | Ceinture Noire                   |
| 2019  | On Off (Shirin David featuring Gims)                         | 21 000 000     | Supersize                        |